# Marcel Hendrickx
Marcel Hendrickx (Houthalen, 21 d'abril de 1925 - Bilzen, 15 de febrer de 2008) va ser un ciclista belga que fou professional entre 1947 i 1961. Durant la seva vida esportiva aconseguí més de 20 victòries, sent les més destacades dues edicions consecutives a la París-Brussel·les, el 1954 i 1955.

## Palmarès
- 1948
  - 1r a Heusden Limburg
  - 1r a Houthalen-Helchteren
  - Vencedor d'una etapa de l'A través de Bèlgica
- 1949
  - 1r a la Lieja-Jemelle
  - 1r a Quaregnon
  - 1r al GP de la Famenne
- 1950
  - 1r a Westerlo
- 1951
  - 1r a Eisden
  - 1r al Circuit del Centre de Bèlgica
  - 1r de la Roubaix - Huy
- 1952
  - 1r a Heusden Limburg
  - 1r a la París-Saint-Etienne
  - 1r a la Viena-Graz-Viena
  - 1r a la Brussel·les-Sint-Truiden
- 1953
  - 1r al Circuit Nete en Dijle
  - 1r a Heusden O-Vlaanderen
  - 1r a Montenaken
- 1954
  - 1r a la París-Brussel·les
  - 1r a Heusden O-Vlaanderen
  - 1r a Putte-Mechelen
- 1955
  - 1r a la París-Brussel·les
  - 1r a Rijkevorsel
- 1961
  - 1r a Overpelt

### Resultats al Tour de França
- 1949. 43è de la classificació general
- 1950. 25è de la classificació general
- 1954. 64è de la classificació general